# Barany (województwo podkarpackie)
Barany – przysiółek w Polsce, położony w województwie podkarpackim, w powiecie tarnobrzeskim, w gminie Grębów.
W latach 1975–1998 miejscowość administracyjnie należała do województwa tarnobrzeskiego.